# Isosaari (ö i Finland, Kajanaland, Kehys-Kainuu, lat 64,80, long 28,31)
Isosaari är en ö i Finland. Den ligger i vattendraget Alajoki och i kommunen Hyrynsalmi i den ekonomiska regionen  Kehys-Kainuu  och landskapet Kajanaland, i den centrala delen av landet, 500 km norr om huvudstaden Helsingfors. Öns area är 0,8 hektar och dess största längd är 260 meter i sydväst-nordöstlig riktning.